# Nowe Siedlce
Nowe Siedlce – dzielnica mieszkaniowa Siedlec o zabudowie willowej, leżąca w północno-wschodniej części miasta. Położona między ul. Kazimierzowską, ul. Bolesława Prusa, ul. Północną oraz częściowo ul. Władysława Jagiełły i ul. Jana Pawła II. Głównymi ulicami dzielnicy są ul. Księcia Józefa Poniatowskiego, ul. gen. Józefa Bema oraz ul. Jagiellońska.
Jej najważniejszym obiektem jest historyczny Plac Wolności z Pomnikiem Wolności odbudowanym w 2010 roku. W dzielnicy znajduje się również Mazowiecki Szpital Wojewódzki im. św. Jana Pawła II. Dzielnica ze względu na wartości historyczne objęta jest konserwatorską strefą ochrony zachowanych elementów zabytkowych. 

## Historia
Dzielnica powstała w latach 20. XX w. na podzielonych gruntach Starej Wsi. Dzielnicę zaprojektowano w koncepcji „miasta-ogrodu” z dużymi działkami w otoczeniu licznej zieleni.
W 1933 r. z okazji 15 rocznicy odzyskania niepodległości na Placu Wolności znajdującym się w Nowych Siedlcach wzniesiono Pomnik Wolności. Monument został wysadzony w powietrze jesienią 1941 r. podczas II wojny światowej przez niemieckich saperów. Pomnik doczekał się odbudowy w 2010 roku.
W 1944 r. NKWD wysiedliło wszystkich mieszkańców dzielnicy, a w ich domach zakwaterowano oficerów Armii Czerwonej. W piętrowym budynku dawnej siedziby Gestapo przy ul. Bolesława Prusa i ul. Władysława Rawicza urządzono siedzibę NKWD. 
W 1998 r. dzielnica Nowe Siedlce jako jedyna w Siedlcach oficjalnie stała się jednostką pomocniczą miasta z Radą Dzielnicy Nowe Siedlce. Została jednak rozwiązana w 2012 r. z uwagi na liczne konflikty wewnętrzne. 

## Obiekty
- Plac Wolności
- Mazowiecki Szpital Wojewódzki im. św. Jana Pawła II
- Zespół Szkół Ponadpodstawowych Nr 4 im. Kazimierza Wielkiego
- Miejskie Przedszkole Nr 25
- Społeczna Szkoła Podstawowa Społecznego Towarzystwa Oświatowego
- Niepubliczne Przedszkole „Mali Artyści”
- Stadion lekkoatletyczny
- Stary park
- Budynek dawnej siedziby Gestapo

## Galeria

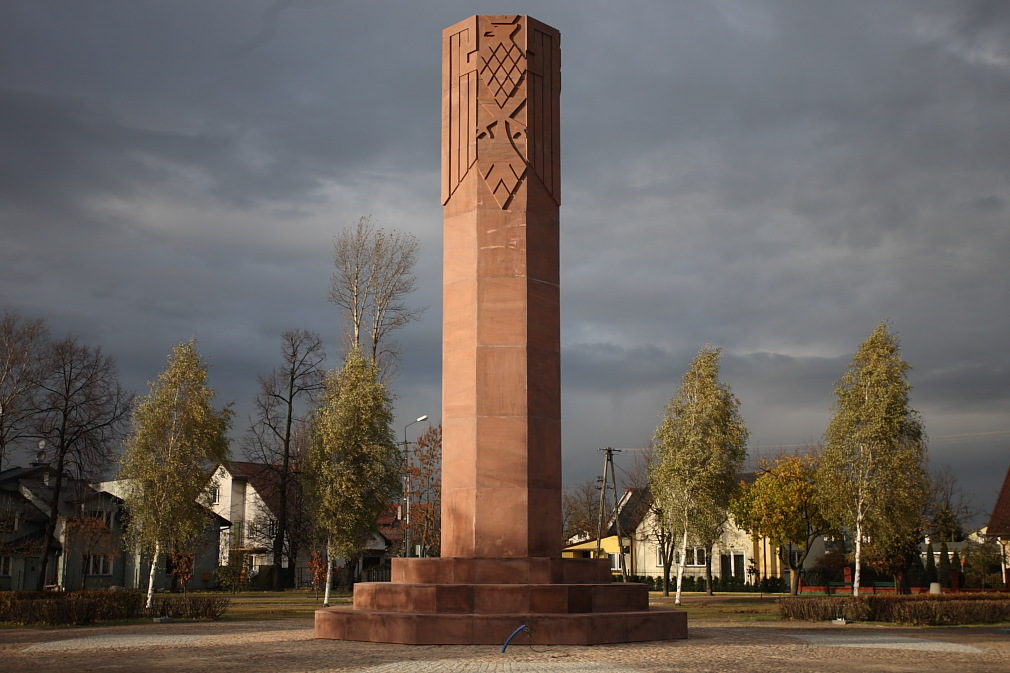
Plac Wolności
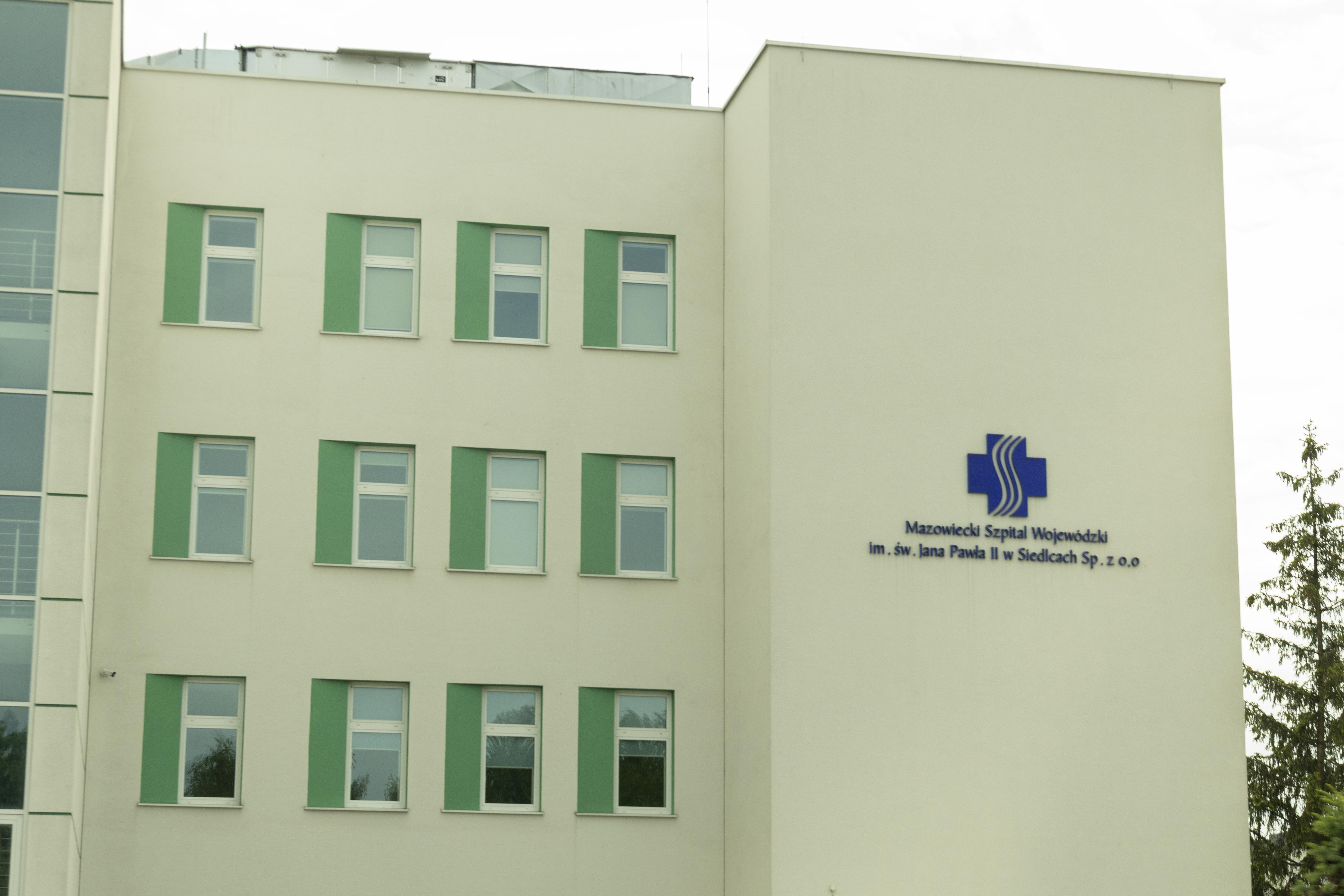
Mazowiecki Szpital Wojewódzki im. św. Jana Pawła II
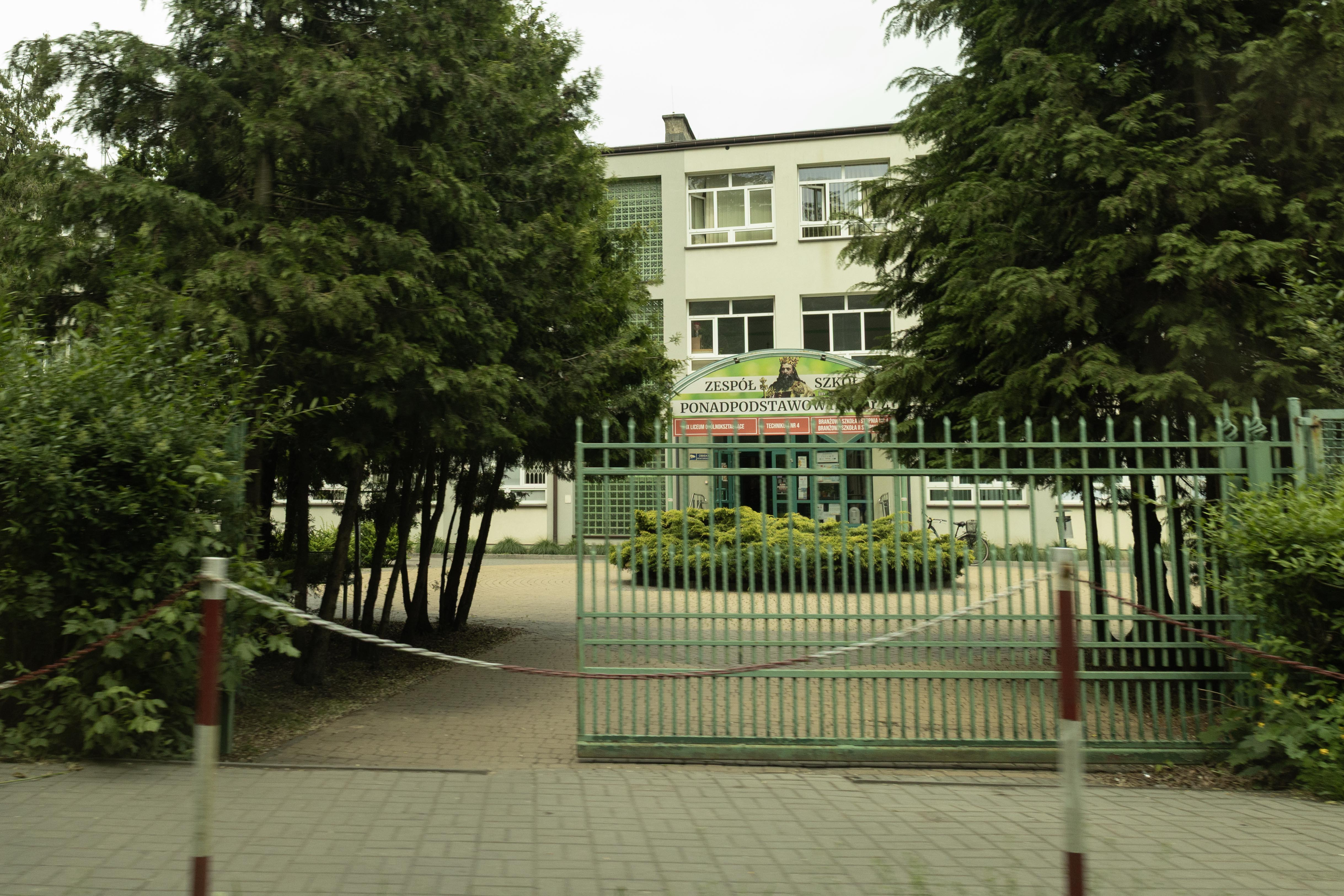
Zespół Szkół Ponadpodstawowych Nr 4 im. Kazimierza Wielkiego
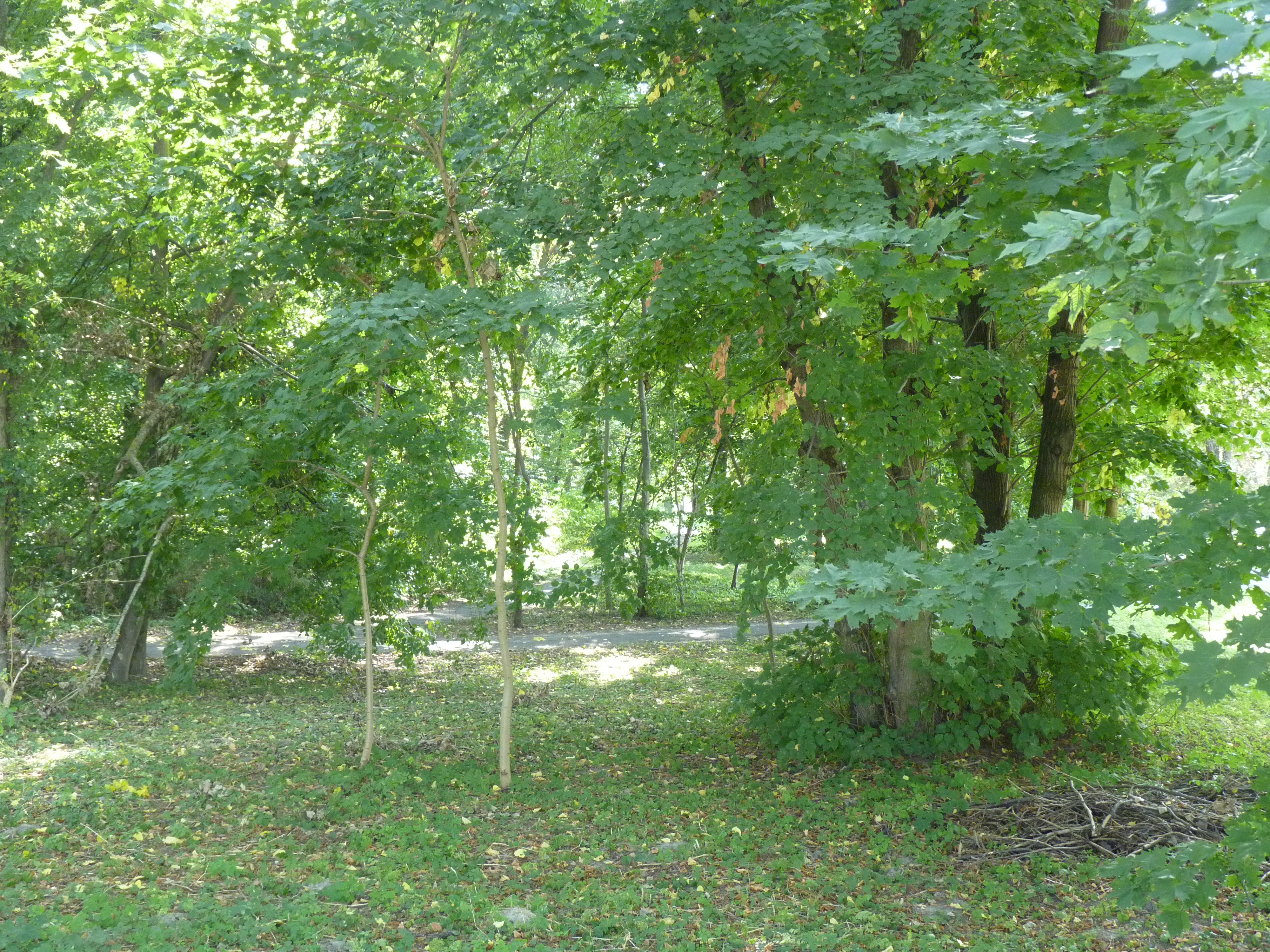
Stary park